# Pascal Millien
Pascal Millien (Léogâne, 5 marzo 1986) è un ex calciatore haitiano, di ruolo attaccante.

## Carriera

### Club
Pascal Millien firma il suo primo contratto da professionista nel 2010 con i FC Tampa Bay, squadra della North American Soccer League (NASL), la seconda lega professionistica degli States. In Florida giocherà due stagioni collezionando 52 presenze e 5 gol. Al termine della stagione 2011 resta svincolato.
Nel febbraio 2012 si trasferisce in Europa. Firma per gli irlandesi dello Sligo Rovers, club della Premier Division Irlandese, massima serie della League of Ireland. Al primo anno, con i Rovers vince il titolo di Premier Division, mentre nella stagione successiva 2013 vince la FAI Cup, la coppa calcistica nazionale dell'Irlanda. Con lo Sligo Rovers ha giocato anche 2 match nei preliminari di Europa League. Chiuderà la sua esperienza allo Sligo Rovers nel 2013 con un totale di 30 presenze e 2 gol.
Nel 2013 Pascal Millien firma per il club bengalese degli Sheikh Russel KC. Giocherà una sola stagione con un totale di 13 presenze e 7 gol tra campionato e coppe.
Dopo l'esperienza di Bangladesh, Millien resta in Asia e sempre nel 2014 passa ai thailandesi del Samut Songkhram FC, con i quali colleziona un totale 10 presenze e 5 gol.
Nel settembre 2014 viene ingaggiato dalla Fidelis Andria, club italiano militante nel girone H di Serie D e neo promosso dall'Eccellenza Pugliese 2013/14. Nonostante si alleni regolarmente col club e partecipi alle gare amichevoli, a causa di problemi di trasferta non può essere schierato in gare ufficiali. Nel dicembre dello stesso anno, vista l'impossibilità di tesserarlo per problemi legati al visto e alla scadenza del suo permesso di soggiorno, Millien lascerà la Fidelis Andria.
Nel gennaio 2015, Pascal Millien firma per gli statunitensi dei Jacksonville Armada FC, neonata franchigia della North American Soccer League (NASL).

### Nazionale
Pascal Millien fa il suo esordio con la nazionale di Haiti nel 2006 all'età di 20 anni.
Viene convocato per la Copa América Centenario negli Stati Uniti.

## Palmarès

### Club
- League of Ireland: 1

Sligo Rovers: 2012
- FAI Cup: 1

Sligo Rovers: 2013